# Острів (Мирогощанська сільська громада)
О́стрів — село в Україні, у Мирогощанській сільській громаді Дубенського району Рівненської області. Населення становить 494 осіб.

## Географія
У селі річка Борисівка впадає у річку Стубазку.

## Історія
Перша згадка про село датується як власність магната Андрія Вишневецького в 1563 і 1577 роках. Пізніше було приписано до княгининського замку.[джерело?]
У 1906 році село Варковицької волості Дубенського повіту Волинської губернії. Відстань від повітового міста 22 верст, від волості 8. Дворів 54, мешканців 339.
7 (20) листопада 1917 року, відповідно до Третього Універсалу Української Центральної Ради, увійшло до складу Української Народної Республіки.
З 2016 року у складі Мирогощанської сільської громади.
12 червня 2020 року, відповідно до розпорядження Кабінету Міністрів України № 722-р від «Про визначення адміністративних центрів та затвердження територій територіальних громад Рівненської області», увійшло до складу Мирогощанської сільської громади.
19 липня 2020 року, в результаті адміністративно-територіальної реформи та ліквідації  Дубенського (1939—2020) району, село увійшло до складу новоутвореного Дубенського району.

## Населення

### Мова
Розподіл населення за рідною мовою за даними перепису 2001 року:
| Мова       | Кількість | Відсоток |
| ---------- | --------- | -------- |
| українська | 494       | 100%     |